# Gilbert La Rocque
Gilbert La Rocque, né le 29 avril 1943 à Montréal et mort le 26 novembre 1984, est un romancier, poète et éditeur québécois.

## Biographie
Il exerce de nombreux métiers, dont ferblantier, ouvrier dans une manufacture de chaussure et commis à l'hôtel de ville de Montréal-Nord pendant huit ans, avant de se lancer dans l'écriture. 
Il publie son premier roman Le Nombril en 1970. Au début des années 1970, il fait partie de ceux qui gravitent autour de Jacques Hébert et des Éditions du Jour. En 1973, il est directeur littéraire aux Éditions de l'Aurore. Il occupe ensuite le même poste chez Québec-Amérique pendant quelques années jusqu'à son décès.
Son roman le plus connu, Les Masques (1980), remporte en 1981 le prix littéraires du Journal de Montréal et le prix Canada-Suisse.
Gérard Bessette effectue une analyse psychologique de son œuvre dans le roman Le Semestre (1979).

## Œuvres

### Romans
- Le Nombril (1970) (OCLC 1197872)
- Corridors (1971) (OCLC 1318555)
- Après la boue (1972) (OCLC 18246048)
- Serge d'entre les morts (1976) (OCLC 2375678)
- Les Masques (1980) (OCLC 38753564)
- Le Passager (1984) (OCLC 20262749)

### Théâtre
- Le Refuge (1979)

### Autres publications
- Le Voleur (1976), en collaboration avec Claude Jodoin
- Gérard Bessette et Gilbert La Rocque - correspondance (1994)

## Honneurs
- 1981 - Prix littéraires du Journal de Montréal pour Les Masques
- 1981 - Prix Canada-Suisse pour Les Masques

## Archives
Le fonds d'archives de Gilbert La Rocque est conservé au centre d'archives de Montréal de Bibliothèque et Archives nationales du Québec,.